# Herta Zerna
Herta Zerna (* 11. Februar 1907 in Berlin; † 23. Januar 1988 ebenda) war eine deutsche Journalistin, Schriftstellerin und Widerstandskämpferin gegen den Nationalsozialismus.

## Leben
Die in Berlin-Moabit geborene Herta Zerna wuchs in einer sozialdemokratischen Familie als Tochter von Anna Zerna und des Maschinenschlossers und Metallarbeiters Paul Zerna. Nach dem Besuch der Mittelschule und einer Tätigkeit als Büroangestellte kam sie als Redaktionshilfe mit der schreibenden Zunft in Kontakt. Von 1928 bis 1933 und dann wieder von 1945 bis 1951 arbeitete sie als Redakteurin für die sozialdemokratische Arbeiterpresse bzw. für die SPD, zuletzt als stellvertretende Chefredakteurin für den Sozialdemokrat Berlin (heute Berliner Stimme).
1953 legte Herta Zerna ihren ersten Roman, Es lag bei Rheinsberg, vor. Sie arbeitete fortan als freie Schriftstellerin und schrieb Unterhaltungsromane und Gedichtbände, die teilweise mehrere Ausgaben (als Originalhardcover, Taschenbuch und Buchklubausgabe) erreichten.
In der Zeit des Nationalsozialismus hatte Herta Zerna durchgehend zu Widerstandskreisen Kontakt und wurde mehrfach von der Gestapo vernommen. Sie arbeitete beim Reichsrundfunk und nutzte ihre Stellung zur Auswertung und Weitergabe ausländischer Rundfunksendungen. Auch verhalf sie der Jüdin Ruth Moses, die sie bei Freunden kennengelernt hatte, zu überleben, indem sie sie unter falschem Namen als Aushilfssekretärin beim Rundfunk beschäftigte. Als Herta Zernas konspirative Tätigkeit aufzufliegen drohte, kündigte sie beim Rundfunk und zog nach Kagar bei Rheinsberg aufs Land. Dort besaß sie seit 1939 zusammen mit ihrer Mutter ein kleines Haus, in dem sie nun bedrohten Personen Unterschlupf bot. So rettete sie die Jüdin Susanne Meyer (auch mit Hilfe des ortsansässigen Wirtes Georg Steffen und seiner Frau Elise) vor dem Konzentrationslager. Zu den Personen, die während der Zeit des Nationalsozialismus zeitweilig in Berlin und Kagar bei Herta Zerna lebten und von ihr und dem Ehepaar Steffen vor dem Zugriff durch die Gestapo geschützt wurden, gehörten auch der spätere Regierende Bürgermeister von Berlin, Otto Suhr, und dessen jüdische Ehefrau Susanne. Auch der Schriftsteller Alois Florath (ein ehemaliger Redakteur des sozialdemokratischen Vorwärts) fand bei Herta Zerna in Kagar Zuflucht.
Erinnerungen an die Zeit beim Reichsrundfunk hielt Herta Zerna unter dem Titel Ich bin eine unbesungene Heldin oder Ballade vom kleinen Widerstand in dem Sammelband Darauf kam die Gestapo nicht (1966) fest. 1963 wurde sie vom Berliner Senat als „Unbesungene Heldin“ ausgezeichnet, am 31. März 1974 erhielt sie das Bundesverdienstkreuz am Bande.
Sie starb am 23. Januar 1988 unbeachtet von der Öffentlichkeit in Berlin-Zehlendorf.

## Bücher
- Es lag bei Rheinsberg (Erzählung). Textzeichnungen Hildegard Roedelius. Universitas, Berlin 1953; als Taschenbuch 1983
- Sommer in Nipperwiese (Roman). Ullstein, Berlin 1956
- Rieke Jury oder Die Göttin auf dem Brandenburger Rot, eine Berliner Liebesgeschichte (Roman). S. Mohn, Gütersloh 1960 (1968 auch unter dem Titel Ein Kleid für die Göttin als Taschenbuch veröffentlicht; Neuauflage 1980).
- Urlaub in Kärnten (Roman). Signum, Gütersloh 1963; als Taschenbuch 1983
- Heiraten ist besser (Roman). Mosaik, Hamburg 1964; als Taschenbuch 1983
- Lieder aus der Laubenkolonie. Gereimtes und Ungereimtes für gutes und schlechtes Wetter (Lyrik). Blanvalet, Berlin 1967
- Inmitten von Berlin (Lyrik und Kurzprosa). Zeichnungen von Kurt Mühlhaupt. Marion von Schröder, Hamburg, Düsseldorf 1973
- Adam an der Adria. Eine heitere Familiengeschichte (Roman). Blanvalet, Berlin 1975; als Taschenbuch 1983
- Liebe in Nieperwiese. als Taschenbuch 1984.

## Beiträge zu Anthologien (Auswahl)
- Junges Berlin (Gedichte). Herausgegeben und mit einem Nachwort versehen von Robert Kukowka. Wedding-Verlag, Berlin 1948
- Heimat. Erinnerungen deutscher Autoren. Horst Erdmann, Herrenalb 1965
- Darauf kam die Gestapo nicht (Reihe: Beiträge zum Widerstand im Rundfunk). Herausgegeben vom Sender Freies Berlin. Haude & Spenersche Verlagsbuchhandlung, Berlin 1966 (Buch entstanden durch den ersten eigenen Beitrag).
- Dieses Land schläft einen unruhigen Schlaf. Sozialreportagen 1918–45. Ein Lesebuch. Herausgegeben von Friedrich G. Kürbisch. Dietz, Berlin, Bonn 1981, ISBN 3-8012-0056-6.